# Historia cuantitativa
Historia cuantitativa es una rama de la historiografía, especialmente de la historia económica y social y de la historia como ciencia social (social science history), que se caracteriza por el uso de la investigación cuantitativa y las herramientas informáticas y estadísticas. Sus principales difusores son tres revistas anglosajonas: Historical Methods,(1967)

## Bases de datos: sociales y políticas
Los historiadores cuantitativos comienzan su trabajo con bases de datos. Grandes cantidades de datos económicos y demográficos, que están disponibles habitualmente en formato impreso si se produjeron en el periodo anterior a la revolución informática de finales del siglo XX, o que pertenecen a antiguos registros archivísticos manuales y que deben ser procesados. Los cuantificadores los disponen en bases de datos computarizadas. El mayor corpus cuantificado pertenece al Inter-university Consortium for Political and Social Research (ICPSR) de la Universidad de Míchigan, que proporciona acceso a una extensa colección descargable de datos sociales y políticos, principalmente de los Estados Unidos, pero también de otras partes del mundo.

## Bases de datos: económicas
Los historiadores de la economía tienen acceso a las más numerosas series de datos, especialmente las gubernamentales y las de empresas privadas, sobre todo desde la década de 1920. La historia de la esclavitud ha usado datos censales, registros de ventas e informaciones de precios para reconstruir la historia económica de la esclavitud.
El análisis de contenidos es una técnica proveniente de la investigación periodística en la que las fuentes hemerográficas (periódicos, revistas) se codifican numéricamente de acuerdo con una lista de temas estandarizada. [Neuendorf, The Content Analysis Guidebook (2002)]

## Historia política
Los cuantificadores estudian temas como el comportamiento electoral de distintos grupos, el comportamiento de los legisladores (en Estados Unidos no hay disciplina de voto y se acostumbra analizar los votos individualmente por cada congresista y senador en cada votación), la distribución de la opinión pública y la distribución estadística de todo tipo de hechos, como las guerras o la legislación). La biografía colectiva usa información estandarizada de un gran grupo para deducir normas de pensamiento y comportamiento.

## Nueva Historia Social (New Social History)
Los nuevos historiadores sociales (como se les bautizó en los años 1960s) usaban los datos censales y otras series para estudiar poblaciones enteras. Sus temas de estudio incluían los demográficos, como las tasas de crecimiento de población, de nacimiento, mortalidad, nupcialidad, morbilidad, estructura laboral y educativa y cambios migratorios.
Una técnica especialmente innovadora fue conectar nombres (nominal record linkage") de la misma persona cuya información aparece en distintas fuentes (censo, guía telefónica, oficinas de empleo, y registros de votantes -en Estados Unidos es distinta del censo-).

## Temas
En agosto de 2007-8, los artículos más leídos de Social Science History representaban lo extenso del campo de estudio de esta disciplina. Los cinco más visitados fueron:
1. S. J. Kleinberg, " Children's and Mothers' Wage Labor in Three Eastern U.S. Cities, 1880-1920" Mar 01, 2005; 29: 45-76.
2. Ted L. Gragson, Paul V. Bolstad, " A Local Analysis of Early-Eighteenth-Century Cherokee Settlement," Sep 01, 2007; 31: 435-468.
3. Helen Boritch, "The Criminal Class Revisited: Recidivism and Punishment in Ontario, 1871-1920," Mar 01, 2005; 29: 137-170.
4. Javier Silvestre, "Temporary Internal Migrations in Spain, 1860-1930," Dec 01, 2007; 31: 539-574.
5. Eric W. Sager, "The Transformation of the Canadian Domestic Servant, 1871-1931" Dec 01, 2007; 31: 509-537.

## Otras fuentes
- Grinin, L. 2007. Periodization of History: A theoretic-mathematical analysis. In: History & Mathematics: Analyzing and Modeling Global Development. Edited by Leonid Grinin, Victor C. de Munck, and Andrey Korotayev. Moscow: KomKniga, 2006. P.10-38. ISBN 978-5-484-01001-1.

- Kimberly A. Neuendorf. The Content Analysis Guidebook (2002)
- Moyal, J.E. (1949) The distribution of wars in time. Journal of the Royal Statistical Society, 112, 446-458.
- Richardson, L. F. (1960). Statistics of deadly quarrels. Pacific Grove, CA: Boxwood Press.
- Silver, N. C. & Hittner, J. B. (1998). Guidebook of statistical software for the social and behavioral sciences. Boston, MA: Allyn & Bacon.
- Turchin, P., et al., eds. (2007). History & Mathematics: Historical Dynamics and Development of Complex Societies. Moscow: KomKniga. ISBN 5-484-01002-0

- Wilkinson, D. (1980). Deadly quarrels: Lewis F. Richardson and the statistical study of war. Berkeley, CA: University of California Press.
- Wright, Q. (1965, 2nd ed.). A study of war. Chicago: University of Chicago Press.